# Pirani-Vakuummeter
Das Wärmeleitungs-Vakuummeter nach Marcello Pirani ist ein Druckmessgerät für die Messung von Feinvakuum.

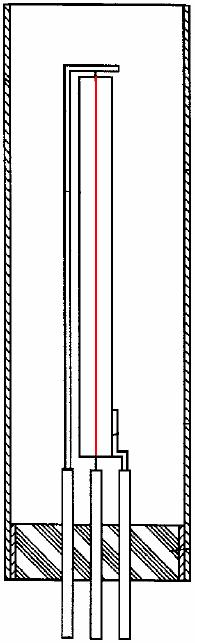
Messfühler eines Penning-Pirani-Vakuummeters (Prinzipskizze)

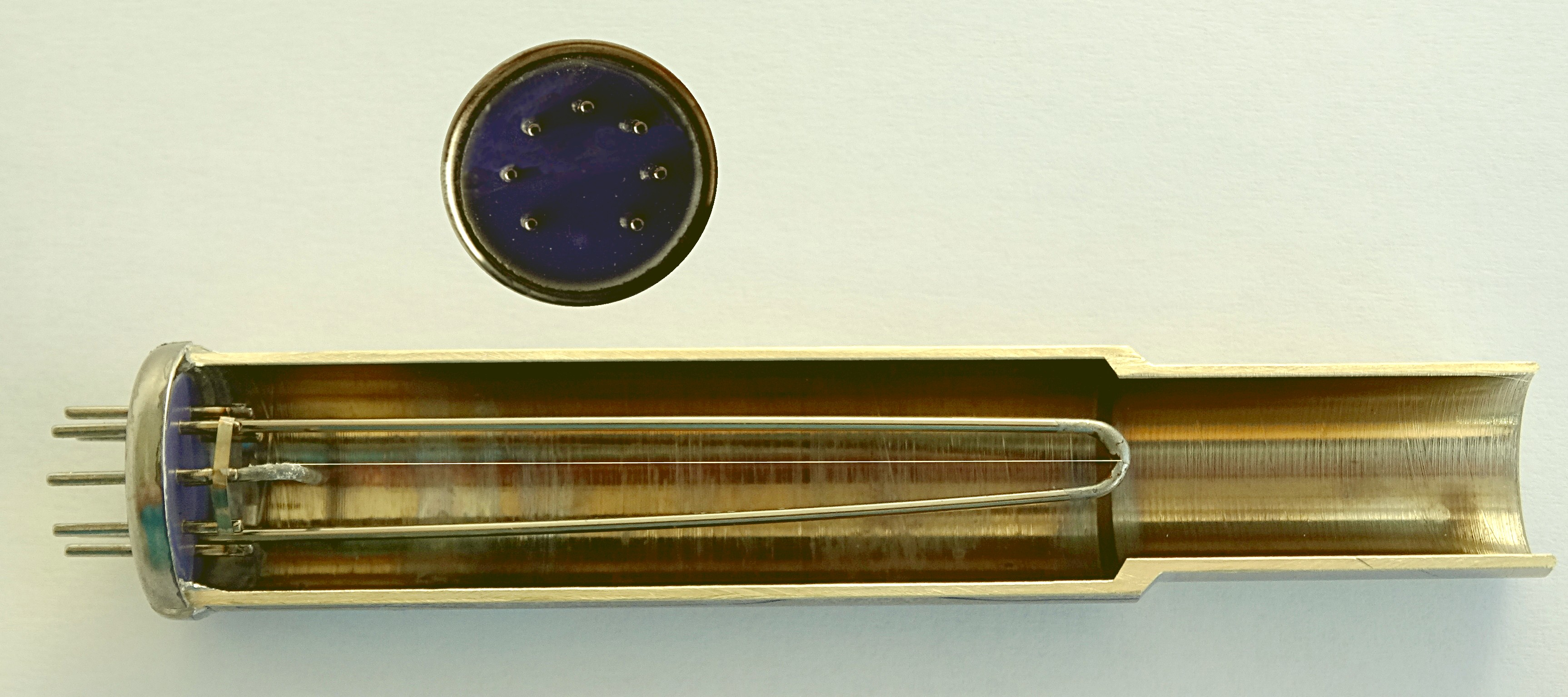
Messfühler eines Pirani-Vakuummeters, geöffnet

## Funktionsprinzip

Druckabhängige Wärmeabgabe (schematisch)

Innerhalb gewisser Grenzen ist die Wärmeleitfähigkeit von Gasen druckabhängig. Diese physikalische Erscheinung wird vom Wärmeleitungs-Vakuummeter nach Pirani (Pirani-Messrohr) zur Druckmessung genutzt.
Die Wärmeabgabe des Messdrahtes erfolgt durch drei Prozesse (siehe Skizze, bei von A nach C steigendem Druck):
A – Wärmestrahlung des Drahtes und Wärmeableitung an den Drahtenden
B – druckabhängige Wärmeleitung durch das Gas
C – Konvektion

Im Grobvakuum oberhalb von 1 mbar ist die Wärmeleitung durch Gaskonvektion nahezu druckunabhängig, aber durch geeignete Wahl der Drahttemperatur und der Dimensionierung von Röhrenmantel und Draht ist es gelungen, die dann überwiegende Wärmeabgabe durch Konvektion druckabhängig zu machen (Messbereich ca. 5 · 10−4 mbar bis 1000 mbar).
Eine andere Methode zum Messen von Grob- und Feinvakuum durch Pirani-Vakuummeter ist das Rampen-Impuls-Messverfahren, bei dem das Filament nicht mehr stationär betrieben wird, sondern zyklisch durch eine rampenförmig ansteigende Heizspannung bis zu einem gewissen Temperatur-Schwellwert aufgeheizt wird. Hierdurch genügt eine reine Zeitmessung zur Auswertung. Dieser gepulste Pirani-Transmitter erlaubt eine hohe Auflösung, zudem ist der thermische Einfluss auf den Gasdruck im Messobjekt reduziert.
Kombinierte Penning-Pirani-Vakuummeter besitzen zusätzlich zum Messdraht um diesen herum eine Hülse (Anode, siehe Prinzipskizze oben), die mit diesem bei sehr geringen Drücken ein Ionisations-Vakuummeter bildet. Damit gelingt es, einen Messbereich von 5 · 10−9 mbar bis 1000 mbar abzudecken.

## Aufbau

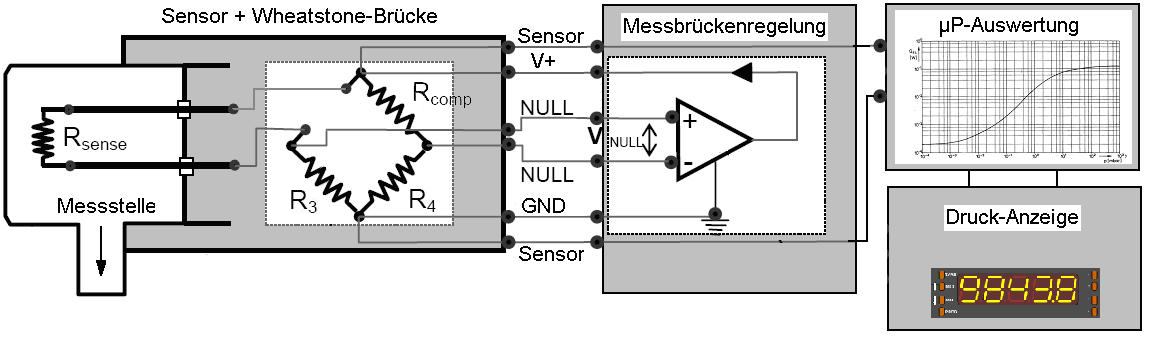
Blockbild eines Pirani-Vakuummeters

Der im Sensor (Blindflansch mit Anschlussstecker) befindliche dünne Messdraht (meist Wolfram oder Nickel) ist im Auswertegerät als Zweig einer Wheatstoneschen Messbrücke geschaltet. Die an der Brücke anliegende Heizspannung wird so geregelt, dass der Messdrahtwiderstand und damit die Temperatur des Messdrahtes unabhängig von der Wärmeabgabe konstant ist. Im Gleichgewicht ist die zugeführte elektrische Leistung gleich der abgeführten Wärmeleistung, die für den Fall, dass die mittlere freie Weglänge groß gegen den Drahtdurchmesser ist, dem Druck proportional ist.
Da der Wärmeübergang vom Messdraht auf das Gas mit zunehmendem Druck zunimmt, ist die an der Brücke anliegende Spannung ein Maß für den Druck. Die für das Pirani-Prinzip charakteristische S-förmige Kennlinie ist für die standardisierte Auswertung ungeeignet. Das zum Druck logarithmisch aufgetragene Messsignal ist die Kennlinie des Sensors. Früher und teilweise heute verwendet man zur Anzeige Zeigerinstrumente mit entsprechend nichtlinearer Skala. Heute wird das Sensorsignal meist mit Hilfe eines Mikroprozessors (μP) linearisiert und in eine numerische Anzeige umgewandelt.

## Einfluss der Gasart

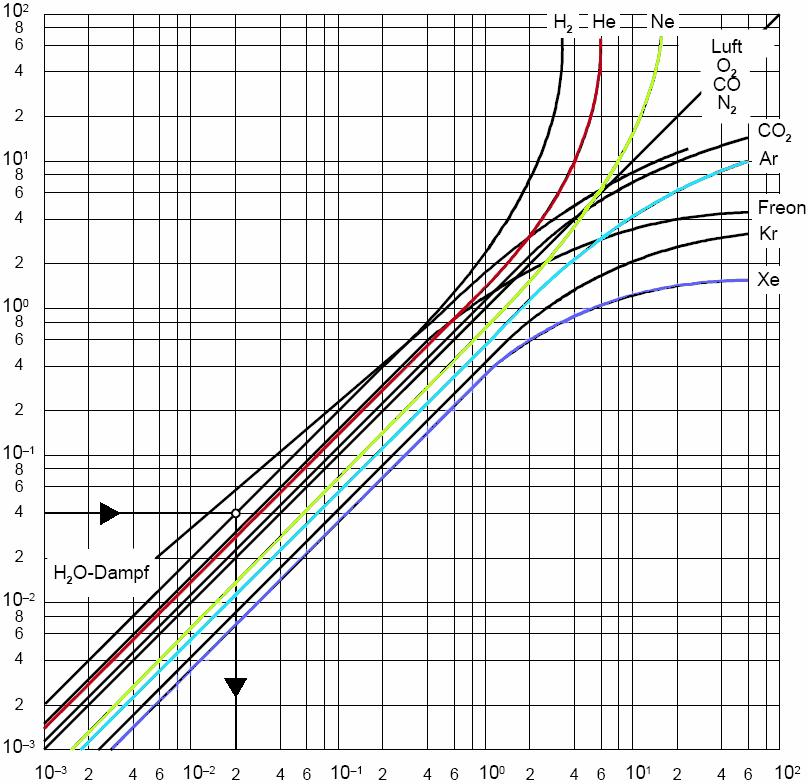
Kennlinien zur Korrektur des Anzeigewertes eines für Luft kalibrierten Instrumentes in andere Gasarten

Da der Wärmetransport nicht nur vom Druck abhängig ist, sondern auch von der molaren Masse und der Molekülstruktur, liefert die Druckmessung bei verschieden schweren Gasen unterschiedliche Ergebnisse.
Eine allgemeine Regel besagt: Je größer die Atom- bzw. Molekülmasse des vorhandenen Gases, desto kleiner ist die Wärmeleitung.
Nebenstehendes Diagramm dient der Korrektur des Anzeigewertes eines auf Luft bzw. Stickstoff kalibrierten Instruments bei Messung in anderen Gasarten.

## Einfluss der Einbaulage
Beim Einbau des Vakuummeters ist unbedingt auf die Einbaulage zu achten und den Vorgaben des Herstellers zu folgen. Grund hierfür ist, dass im Druckbereich oberhalb von ca. 10 mbar verstärkt Gaskonvektion auftritt, deren Bewegung von der Gravitationsrichtung beeinflusst wird.

## Einsatzgebiete
- Chemische Industrie
- Elektronenmikroskopie
- Physikalische Gasphasenabscheidung
- Elektronenstrahlschweißen
- Vakuummetallurgie
- Gefriertrocknung

## Vor- und Nachteile
Vorteile
- großer Messbereich von 10−4 mbar bis Atmosphärendruck
- gute Reproduzierbarkeit (< 1 %)
- preisgünstige Messzelle
- geringe Ansprechzeit: ca. 20…50 ms

Nachteile
- Anzeige ist gasartabhängig (meist auf Stickstoff bzw. Luft kalibriert)
- Messdraht ist verschmutzungsempfindlich, besonders bei organischen Ausgasungen und bei Penning-Pirani-Kombinationen aufgrund Sputterns der Kathode und Zerlegung organischer Dämpfe